# 斯图格纳-P反坦克导弹
斯图格纳-P（羅馬化：Stuhna-P）反坦克导弹是乌克兰自主设计生产的第二代反坦克导弹，由基辅射线设计局于2005年开始研制，2011年定型投产，原本預計做出口型號，目前是乌克兰军队的主力步兵反坦克武器，名称来源于该国境内的斯图格纳河，“P”表示“便携”（Подвижный）。该导弹主要以装甲战斗车辆、固定工事、火力点等为打击目标，采用管式发射、串联装药战斗部、激光驾束制导、光学瞄准跟踪设计，最大特点是具备遥控发射功能，隐蔽性和生存率较同类导弹更高。

## 研发历史
“射线”设计局成立于1965年，在苏联时期主要开发导弹在内的特种航空设备控制和故障诊断自动化系统，苏联解体后进入导弹全系统研发领域。2000年代初，“射线”局以前苏联图拉仪器设计局的9K116“指节套环”反坦克导弹为蓝本成功试制“斯图格纳”炮射导弹系统，发射100毫米R-111导弹，用于T-55主战坦克和MT-12反坦克炮的现代化升级:64。乌克兰随后进一步挖掘该导弹多平台发射的潜力，在现有基础上扩大弹体，改进发射系统，并与白俄罗斯“轴承”（Пеленг）设计局联合研发新型制导单元，设计出“斯基泰人”便携式反坦克导弹(ПТРК «Скіф»)。该导弹于2005年首度亮相阿联酋阿布扎比国际防务展:4，先后获阿塞拜疆、埃及、伊拉克等多国采购:51-52。面向国内市场，“射线”设计局联合乌克兰特种设备进出口公司在“斯基泰人”基础上换装国产制导单元，该型号称为“斯图格纳-P”。2010年乌克兰國防部订购10套导弹用于测试；2011年乌国防部长批准列装军队:70，但直到2014年俄乌冲突爆发后导弹及其相关的发射器和训练设施才开始向部队提供:8；2015年乌克兰国防工业集团宣布启动批量生产:18，同年首批产品交付军方使用。之后数年“斯图格纳-P”逐渐成为乌克兰步兵主要的反坦克力量之一。据福布斯报道，2018年乌克兰共采购美制標槍反坦克导弹数百发，而同期乌克兰国防工业集团共交付“斯图格纳-P”导弹两千五百余发，且每发比标枪导弹便宜四倍:30:8。

## 设计特点
标准型“斯图格纳-P”反坦克导弹系统全重约97千克，可分解为四个主要部分由操作人员背负携带：发射筒（30千克）、发射架（38.2千克）、制导单元（15千克）和遥控单元（14千克）。
- 发射筒内装导弹一枚，有130毫米RK-2和152毫米RK-2M两种口径，其中130毫米型弹体与车载平台的“屏障”反坦克导弹（烏克蘭語：Бар%27єр_(ПТРК)）通用[16]:47。每种口径均可装配四种战斗部：串联装药（RK-2(M)-C）、高爆破片（RK-2(M)-OF）、温压（RK-2(M)-TB）和惰性（英语：Dummy round）（RK-2(M)-KI）弹头。采用双脉冲固体火箭发动机，具备“软发射（英语：Soft launch (missile)）”能力：射手按下发射按钮后，电脉冲通过爆炸螺栓触发导弹电源和控制单元，起飞发动机先点火将导弹弹出发射筒；经过0.7~1.2秒燃烧后，主发动机再点火，导弹飞向目标[17]:4-8。导弹飞行速度200米/秒，最大射程5,000米（RK-2M为5,500米）[15]。攻击模式除传统的直射攻击外，也可在制导段开始后自动爬升至瞄准线上方3.5米高度以规避主动防护系统的光电干扰，距目标700米时再下降回瞄准线实施攻击[16]:47。串联装药破甲战斗部的破甲深度为爆炸反应装甲后800毫米（RK-2M为1,100毫米），高爆破片战斗部的破片个数为600个并拥有60毫米的穿甲能力（RK-2M为1,000个/120毫米）[15]；
- 发射架有高低两种，旋转和俯仰由电动机驱动。最大俯仰角为-7~27度，方位角左右各81度；俯仰转速0.02~1度/秒，方位转速0.02~2度/秒[18]:14。除地面架设外，也可安装在中国“春风动力Tracker 800”等全地形车上提升机动性[11]；
- 制导单元PN-I由伊久姆仪器制造厂生产[19]:29，包含观瞄系统、控制系统和电路系统。观瞄系统自带电视摄像仪，夜间或恶劣天气时可外接英国“SLX-Hawk（英语：Selex ES）”或土耳其“EYE-LR-S（英语：Aselsan）”热成像仪，形成白光/红外双通道。白光通道提供8和16倍光学放大倍率[20]:14，红外通道为2和4倍，对坦克大小的目标的最大探测距离均为6.5千米，识别距离2.5千米；控制系统向目标照射激光，光束中心线与观瞄系统瞄准线重合，导弹尾部的接收器接收到激光信号，测出导弹偏离瞄准线的方向和大小，形成方向舵控制指令，控制导弹沿着光束中心线（瞄准线）飞行直至命中目标，全射程误差不超过30厘米；电路系统由电子无线电元件构成，主要控制点火单元和发射筒冷却系统等各处电压[18]:8-11；
- 遥控单元PDU-215形似一台笔记本电脑，上部有12英寸液晶屏幕，可显示电视/热成像画面，下部由操纵杆、按钮、电池和电缆插座组成，通过遥控单元射手可以实现观瞄、射击、测距、切换画面、切换跟踪模式等操作[18]:17-20。跟踪模式可采用操纵杆手动跟踪，也可采用电视成像制导自动跟踪[21]:9-10。遥控单元通过控制器局域网总线电缆与制导单元相连，单根电缆长50米，可多根相连[18]:17-20，使得射手既可在远离发射器的安全场所观测射击，也可同时操作多个发射器对同一目标发起攻击[13]:30。

- 130毫米R-2（最上）和152毫米（最下）R-2M导弹
- 2018年基辅独立纪念日展出的导弹，使用低矮型发射架
- PN-I制导单元（下）外接土耳其“EYE-LR-S”热成像仪（上）
- PDU-215遥控单元（图为训练模式）

## 服役历史
2014年乌东顿巴斯战争期间，乌克兰军队在防守卢甘斯克和顿涅茨克国际机场抵抗亲俄武装进攻时使用了“斯图格纳-P”导弹，有照片拍到其遥控部署在卢甘斯克国际机场的控制塔上。由于数量极少（仅10台发射系统和70枚导弹），未对战斗产生重大影响。冲突开始后乌克兰国防部将该导弹作为重点国防项目集中力量发展，连年向生产商追加采购订单，使更多部队实现列装，同时加强部队训练，对通过装备熟练度考核的官兵给予现金奖励。在2015至2022年初的低強度戰爭阶段，该款导弹被广泛用作精确制导武器，攻击顿巴斯线沿线的亲俄武装车辆和重型武器，如在2022年1月，乌军以一发“斯图格纳-P”击毁了3.5英里（5.6）外一辆亲俄武装分子的卡车，展现了超越標槍导弹的射程优势。
2022年俄罗斯入侵乌克兰时，“斯图格纳-P”作为乌克兰反坦克的中坚力量投入了战斗。至战争前夕乌克兰军队拥有该型导弹和另一款国产“海盗”反坦克导弹合计约七千枚，不足部队所需数量的一半。战争爆发后，“射线”设计局向军方紧急捐赠了所有原定出口中东用户的“斯基泰人”导弹（“斯图格纳-P”的外贸型），许多遥控单元在接收使用时还保留着阿拉伯语的用户界面。实战中，乌军常以三人为单位组成反坦克小组，沿俄军车队的必经之道寻找优势地形架设导弹，仅露出发射筒和观瞄系统，射手隐蔽在50米开外的反斜面或掩体工事中通过遥控单元监视道路动态，待车队出现后挑选高价值目标伺机发起袭击，随后视情况重新装填或转移阵地。即便俄军能及时判断出导弹的发射方位，射手仍在直射火力打击范围外的安全地区。凭借伏击战术，乌军反坦克小组摧毁了包括从油罐车到T-72主战坦克以至TOS-1A火箭炮在内数以百计的俄军装甲战斗车辆，交战距离有时达4.5~5千米。在伊久姆前线，曾有射手用一台发射系统连射四枚导弹，依次击毁四辆目标坦克，全程仅用时三分钟。
除地面目标外，乌军第95空中突击旅的士兵还用该导弹击落了俄军两架卡-52武装直升机。
- 乌军反坦克小组分解携带“斯图格纳-P”导弹步行行军
- “斯图格纳-P”导弹遥控发射
- 被乌军第80空中突击旅“斯图格纳-P”导弹击毁的俄军坦克
- “斯图格纳-P”导弹击落卡-52直升机。射手直到命中前一刻才将瞄准线对准目标，以避免机载激光告警器向飞行员告警

## 衍生型
- “斯基泰人（Skif）”：为“斯图格纳-P”外贸型
- “大黄蜂”反坦克导弹（英语：Shershen）：白俄罗斯以白乌两国联合研制的“斯基泰人”导弹为基础的自用改良款，与“斯图格纳-P”的主要区别为使用“轴承”设计局研制的PN-S制导单元，并有双联装的“大黄蜂-D”[33]:6、四联装的“大黄蜂-M“等多种衍生型号[34]:6。
- “护身符（Амулет）”：“射线”设计局研制的遥控武器站，整合了两枚“斯图格纳-P”导弹和制导单元，在车内用遥控单元操控，可安装于BRDM-2（英语：BRDM-2）或诺瓦特（英语：Novator (light armoured vehicle)）等轻型装甲车上[35]。
- “塞尔达（Serdar）”：土耳其军用电子工业公司（英语：Aselsan）研制的遥控武器站，整合了两枚或四枚“斯基泰人”导弹、12.7毫米NSV重機槍和7.62毫米PK通用機槍，由土乌合资企业“黑海之盾（Black Sea Shield）”生产，获卡塔尔等国军队采用[36]。

## 使用国家
- 乌克兰：乌克兰陆军[7]、海军步兵[28]、国民警卫队[28]等均有使用；
- （外贸型“斯基泰人”导弹，下同）[5][37]
- 阿尔及利亚[38]
- 緬甸[39]
- 摩洛哥[40]
- [41]
- 埃及[42]
- 约旦[42]
- 埃及[5]
- [16]:47
- 沙烏地阿拉伯[43][44]
- 伊拉克[5]

### 各国同时期同类型装备
- BGM-71陶式导弹
- 红箭-8反坦克导弹
- 9M133短号反坦克导弹
- 米兰反坦克导弹
- 87式反坦克导弹